# Vireolanius eximius
Vireolanius eximius là một loài chim trong họ Vireonidae.

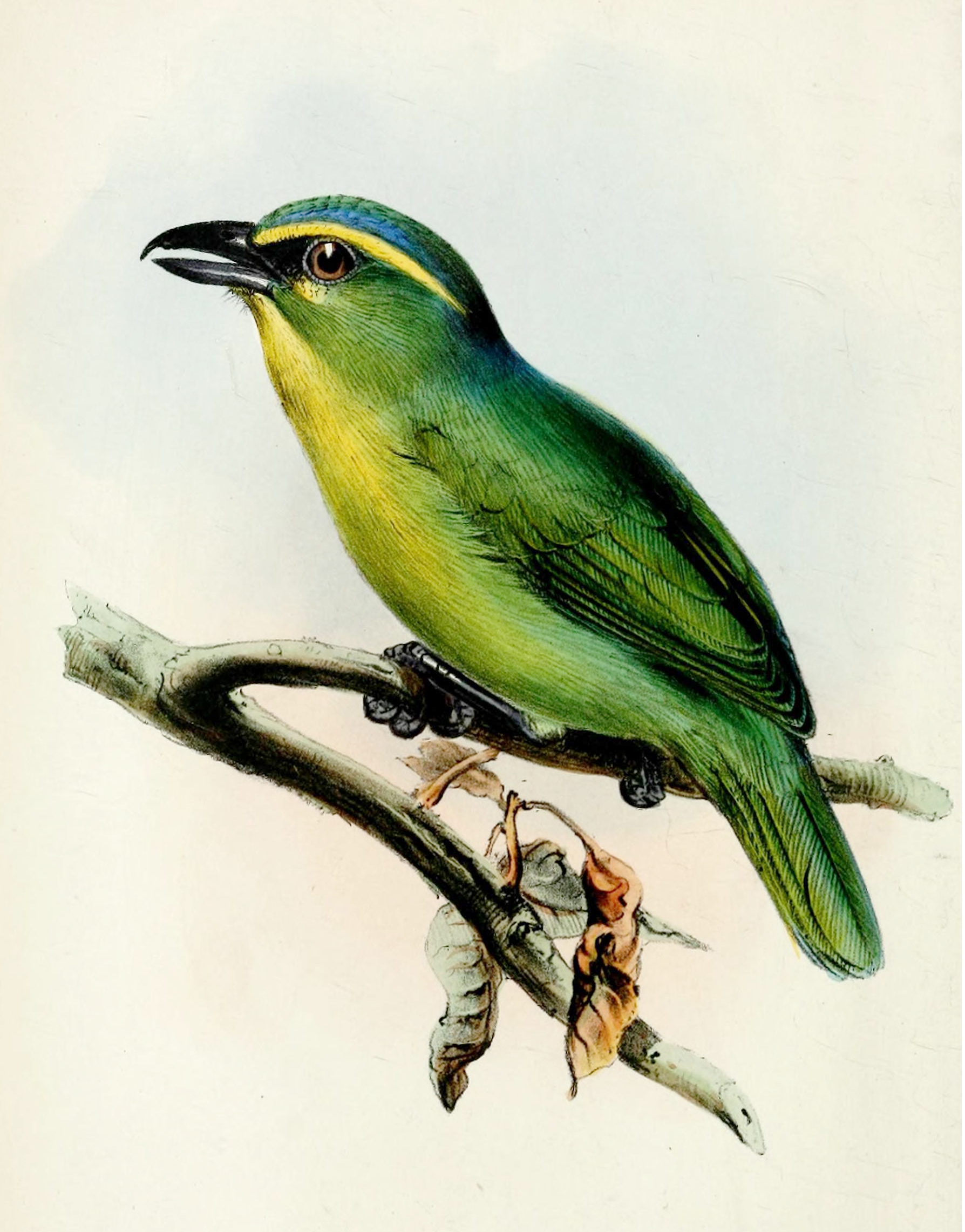